# Barleria boranensis
Barleria boranensis är en akantusväxtart som beskrevs av Adriano Fiori. Barleria boranensis ingår i släktet Barleria och familjen akantusväxter. Inga underarter finns listade i Catalogue of Life.